# Lluís Català (poeta)
Lluís Català (València, segle xv) va ser un poeta del qual se'n conserven dues obres de poesia mariològica.
El 1474 va participar al certamen poètic de València amb el poema En tantes parts vostra bondat destilla. El 1486 va participar al mateix certamen amb el poema Venint en lo món superna rehina.